# ولادیسلاو بوخوف
ولادیسلاو بوخوف (اوکراینی: Владислав Сергійович Бухов؛ زادهٔ ۵ ژوئیهٔ ۲۰۰۲) ورزشکار ورزش شنا اهل اوکراین است.
وی در مسابقات کشوری و بین‌المللی در مجموع برندهٔ ۱ مدال طلا، ۲ مدال برنز شده‌است.